# Chilocoristes thailandicus
Chilocoristes thailandicus es un coleóptero de la familia Chrysomelidae.
Fue descrita científicamente en 1999 por Medvedev.